# Литва на літніх Олімпійських іграх 2020
Литва на літніх Олімпійських іграх 2020 була представлена 42 спортсменами у 12 видах спорту.

## Медалісти
| Медаль | Спортсмен          | Вид спорту           | Дисципліна               | Дата     |
| ------ | ------------------ | -------------------- | ------------------------ | -------- |
| Срібло | Лаура Асадаускайте | Сучасне п'ятиборство | одиночний жіночий розряд | 6 серпня |

## Склад учасників
| Вид спорту                      | Чоловіки | Жінки | Загалом |
| ------------------------------- | -------- | ----- | ------- |
| Легка атлетика                  | 6        | 5     | 11      |
| Веслування на байдарках і каное | 1        | 0     | 1       |
| Велоспорт                       | 1        | 4     | 5       |
| Дзюдо                           | 0        | 1     | 1       |
| Гімнастика                      | 1        | 0     | 1       |
| Сучасне п'ятиборство            | 1        | 2     | 3       |
| Академічне веслування           | 7        | 2     | 9       |
| Вітрильний спорт                | 1        | 1     | 2       |
| Стрільба                        | 1        | 0     | 1       |
| Плавання                        | 5        | 1     | 6       |
| Важка атлетика                  | 1        | 0     | 1       |
| Боротьба                        | 1        | 0     | 1       |
| Загалом                         | 26       | 16    | 42      |

## Академічне веслування
Спортсменів — 5
| Спортсмени                                                                | Дисципліна          | Відбіркові заїзди | Відбіркові заїзди | Втішний заїзд  | Втішний заїзд  | Чвертьфінали | Чвертьфінали | Півфінали | Півфінали | Фінал   | Фінал |
| Спортсмени                                                                | Дисципліна          | Час               | Місце             | Час            | Місце          | Час          | Місце        | Час       | Місце     | Час     | Місце |
| ------------------------------------------------------------------------- | ------------------- | ----------------- | ----------------- | -------------- | -------------- | ------------ | ------------ | --------- | --------- | ------- | ----- |
| Міндаугас Грішконіс                                                       | одиночки            | 7:05,88           | 2Q                | не брав участі | не брав участі | 7:16,71      | 3SA/B        | 6:45,90   | 3FA       | 6:57,60 | 6     |
| Аурімас Адомавічіус Саулюс Ріттер                                         | двійки (чоловіки)   | 6:23,08           | 4R                | 6:27,36        | 2SA/B          | Н/Д          | Н/Д          | 6:34,04   | 6FB       | 6:20,87 | 12    |
| Доната Віштартайте Мільда Вальчукайте                                     | двійки (жінки)      | 6:50,38           | 2SA/B             | не брав участі | не брав участі | Н/Д          | Н/Д          | 7:11,29   | 3FA       | 6:47,44 | 4     |
| Домінікас Янченіс Довидас Немеравічюс Армандас Кяльмяліс Мартінас Джяугіс | четвірки (чоловіки) | 6:03,07           | 5R                | 6:14,73        | 6FB            | Н/Д          | Н/Д          | Н/Д       | Н/Д       | 5:51,64 | 10    |

## Боротьба
Спортсменів — 1
Греко-римська боротьба
| Спортсмен         | Категорія | Кваліфікація       | 1/8 фіналу         | Чвертьфінал        | Півфінал           | Фінал              | Фінал           |
| Спортсмен         | Категорія | Суперник Результат | Суперник Результат | Суперник Результат | Суперник Результат | Суперник Результат | Місце           |
| ----------------- | --------- | ------------------ | ------------------ | ------------------ | ------------------ | ------------------ | --------------- |
| Мантас Кністаутас | до 130 кг | Каяалп (TUR) П 1-3 | Завершив виступ    | Завершив виступ    | Завершив виступ    | Завершив виступ    | Завершив виступ |

## Важка атлетика
Спортсменів — 1
| Спортсмен      | Категорія | Ривок | Ривок | Ривок | Поштовх | Поштовх | Поштовх | Всього | Місце |
| Спортсмен      | Категорія | 1     | 2     | 3     | 1       | 2       | 3       | Всього | Місце |
| -------------- | --------- | ----- | ----- | ----- | ------- | ------- | ------- | ------ | ----- |
| Арнас Сідіскіс | до 109 кг | 151   | 156   | 160   | 182     | 187     | 190     | 343    | 11    |

## Велоспорт
Спортсменів — 4

### Шосе
| Спортсмен          | Дисципліна            | Час     | Місце |
| ------------------ | --------------------- | ------- | ----- |
| Евалдас Шишкявічус | групова шосейна гонка | DNF     | DNF   |
| Раза Лелейвіте     | групова шосейна гонка | 3:59,47 | 35    |

### Трек
Спринт
| Спортсменка       | Дисципліна | Кваліфікація | Перший раунд          | Втішний раунд         | Другий раунд     | Втішний заїзд    | Чвертьфінал      | Півфінал         | Фінал            |
| Спортсменка       | Дисципліна | Час/Місце    | Суперник/Час          | Суперник/Час          | Суперник/Час     | Суперник/Час     | Суперник/Час     | Суперник/Час     | Суперник/Час     |
| ----------------- | ---------- | ------------ | --------------------- | --------------------- | ---------------- | ---------------- | ---------------- | ---------------- | ---------------- |
| Сімона Крупекайте | спринт     | 10,706 16Q   | Лей (HKG) Поразка     | Кобаяси (JPN) Поразка | Завершила виступ | Завершила виступ | Завершила виступ | Завершила виступ | Завершила виступ |
| Мігле Марозайте   | спринт     | 11,031 24Q   | Фрідріх (GER) Поразка | Кобаяси (JPN) Поразка | Завершила виступ | Завершила виступ | Завершила виступ | Завершила виступ | Завершила виступ |

Командний спринт
| Спортсменка                       | Дисципліна       | Кваліфікація | Півфінал                          | Півфінал | Фінал                                | Фінал |
| Спортсменка                       | Дисципліна       | Час/Місце    | Суперник/Час                      | Місце    | Суперник/Час                         | Місце |
| --------------------------------- | ---------------- | ------------ | --------------------------------- | -------- | ------------------------------------ | ----- |
| Сімона Крупекайте Мігле Марозайте | командний спринт | 33,276 7Q    | Китай (CHN) Поразка 32,827 54,833 | 6        | Мексика (MEX) Перемога 32,808 54,865 | 5     |

Кейрін
| Спортсменка       | Дисципліна | Перший раунд | Втішний заїзд | Другий раунд     | Фінал            |
| Спортсменка       | Дисципліна | Місце        | Місце         | Місце            | Місце            |
| ----------------- | ---------- | ------------ | ------------- | ---------------- | ---------------- |
| Сімона Крупекайте | кейрін     | 6R           | 3             | Завершила виступ | Завершила виступ |
| Мігле Марозайте   | кейрін     | 6R           | 5             | Завершила виступ | Завершила виступ |

#### Омніум
| Спортсмен        | Дисципліна     | Скретч | Скретч | Темпова гонка | Темпова гонка | Гонка на вибуття | Гонка на вибуття | Гонка за очками | Гонка за очками | Total points | Rank |
| Спортсмен        | Дисципліна     | Rank   | Points | Rank          | Points        | Rank             | Points           | Points          | Rank            | Total points | Rank |
| ---------------- | -------------- | ------ | ------ | ------------- | ------------- | ---------------- | ---------------- | --------------- | --------------- | ------------ | ---- |
| Олівія Балийшите | Жіночий омніум | =13    | 16     | 17            | 8             | 6                | 30               | -20             | 17              | 34           | 17   |

## Веслування на байдарках і каное
Спортсменів — 1

### Спринт
Чоловіки
| Спортсмен          | Дисципліна | Попередній заїзд | Попередній заїзд | Чвертьфінал | Чвертьфінал | Півфінал | Півфінал | Фінал  | Фінал |
| Спортсмен          | Дисципліна | Час              | Місце            | Час         | Місце       | Час      | Місце    | Час    | Місце |
| ------------------ | ---------- | ---------------- | ---------------- | ----------- | ----------- | -------- | -------- | ------ | ----- |
| Міндаугас Малдоніс | Б-1 200 м  | 35,650           | 3Q               | 35,466      | 1SF         | 36,637   | 8FB      | 36,257 | 10    |

## Вітрильний спорт
Спортсменів — 2
| Спортсмен          | Дисципліна   | Заїзд | Заїзд | Заїзд | Заїзд | Заїзд | Заїзд | Заїзд | Заїзд | Заїзд | Заїзд | Заїзд | Заїзд | Заїзд | Очки | Остаточне місце |
| Спортсмен          | Дисципліна   | 1     | 2     | 3     | 4     | 5     | 6     | 7     | 8     | 9     | 10    | 11    | 12    | M*    | Очки | Остаточне місце |
| ------------------ | ------------ | ----- | ----- | ----- | ----- | ----- | ----- | ----- | ----- | ----- | ----- | ----- | ----- | ----- | ---- | --------------- |
| Юзас Юернотас      | RS: X        | 23    | 11    | 12    | 15    | 26    | 10    | 12    | 18    | 13    | 12    | 14    | 5     | EL    | 145  | 15              |
| Вікторія Андруліте | Лазер радіал | 38    | 10    | 29    | 24    | 26    | 19    | 23    | 27    | 33    | 3     | Н/Д   | Н/Д   | EL    | 194  | 25              |

## Гімнастичні види спорту

### Спортивна гімнастика
Спортсменів — 1
| Спортсмен       | Змагання           | Кваліфікація  | Кваліфікація | Кваліфікація | Кваліфікація    | Кваліфікація     | Кваліфікація | Кваліфікація | Кваліфікація | Фінал           | Фінал           | Фінал           | Фінал           | Фінал            | Фінал           | Фінал           | Фінал           |
| Спортсмен       | Змагання           | Вільні вправи | Кінь         | Кільця       | Опорний стрибок | Паралельні бруси | Перекладина  | Загалом      | Місце        | Вільні вправи   | Кінь            | Кільця          | Опорний стрибок | Паралельні бруси | Перекладина     | Загалом         | Місце           |
| --------------- | ------------------ | ------------- | ------------ | ------------ | --------------- | ---------------- | ------------ | ------------ | ------------ | --------------- | --------------- | --------------- | --------------- | ---------------- | --------------- | --------------- | --------------- |
| Роберт Творогал | абсолютна першість | 13.633        | 12.100       | 13.300       | 13.666          | 14.500           | 12.766       | 80.232       | 46           | Завершив виступ | Завершив виступ | Завершив виступ | Завершив виступ | Завершив виступ  | Завершив виступ | Завершив виступ | Завершив виступ |

## Дзюдо
Спортсменів — 1
| Спортсмен          | Дисципліна  | Раунд 1/32                     | Раунд 1/16                  | Чвертьфінал        | Втішний поєдинок   | Півфінал           | Фінал              | Фінал            |
| Спортсмен          | Дисципліна  | Суперник Результат             | Суперник Результат          | Суперник Результат | Суперник Результат | Суперник Результат | Суперник Результат | Місце            |
| ------------------ | ----------- | ------------------------------ | --------------------------- | ------------------ | ------------------ | ------------------ | ------------------ | ---------------- |
| Сандра Яблонськіте | понад 78 кг | Мараніч (CRO) Перемога 011-000 | Дікко (FRA) Поразка 000-010 | Завершила виступ   | Завершила виступ   | Завершила виступ   | Завершила виступ   | Завершила виступ |

## Легка атлетика
Спортсменів — 11
Чоловіків
Трекові і шосейні дисципліни
| Спортсмен             | Дисципліна      | Чвертьфінал | Чвертьфінал | Півфінали       | Півфінали       | Фінал           | Місце           |
| Спортсмен             | Дисципліна      | Результат   | Місце       | Результат       | Місце           | Результат       | Місце           |
| --------------------- | --------------- | ----------- | ----------- | --------------- | --------------- | --------------- | --------------- |
| Гедімінас Трускаускас | 200 м           | 21,02       | 5           | Завершив виступ | Завершив виступ | Завершив виступ | Завершив виступ |
| Маріус Зуйкас         | ходьба на 20 км | Н/Д         | Н/Д         | Н/Д             | Н/Д             | 1:27:35         | 33              |
| Артурас Мастіаніка    | ходьба на 50 км | Н/Д         | Н/Д         | Н/Д             | Н/Д             | 4:06:43         | 31              |

Технічні дисципліни
| Спортсмен         | Дисципліна       | Півфінал           | Півфінал | Фінал              | Місце           |
| Спортсмен         | Дисципліна       | Результат в метрах | Місце    | Результат в метрах | Місце           |
| ----------------- | ---------------- | ------------------ | -------- | ------------------ | --------------- |
| Едіс Матусевічіус | метання списа    | 81,24              | 14       | Завершив виступ    | Завершив виступ |
| Андрюс Гудзюс     | метання диска    | 65,94              | 2q       | 64,11              | 6               |
| Адріус Глебаускас | стрибки у висоту | 2,17               | =26      | Завершив виступ    | Завершив виступ |

Жінки
Трекові і шосейні дисципліни
| Спортсмен                  | Дисципліна      | Чвертьфінал | Чвертьфінал | Півфінали        | Півфінали        | Фінал            | Місце            |
| Спортсмен                  | Дисципліна      | Результат   | Місце       | Результат        | Місце            | Результат        | Місце            |
| -------------------------- | --------------- | ----------- | ----------- | ---------------- | ---------------- | ---------------- | ---------------- |
| Агне Шеркшніене            | 400 м           | 52,78       | 6           | Завершила виступ | Завершила виступ | Завершила виступ | Завершила виступ |
| Брігіта Вірбаліте-Дімшіене | ходьба на 20 км | Н/Д         | Н/Д         | Н/Д              | Н/Д              | 1:36:56          | 26               |

Технічні дисципліни
| Спортсмен        | Дисципліна        | Півфінал           | Півфінал | Фінал              | Місце            |
| Спортсмен        | Дисципліна        | Результат у метрах | Місце    | Результат у метрах | Місце            |
| ---------------- | ----------------- | ------------------ | -------- | ------------------ | ---------------- |
| Лівета Ясіунайте | метання списа     | 61,96              | 8q       | 60,06              | 7                |
| Діана Загайнова  | потрійний стрибок | 13,10              | 28       | Завершила виступ   | Завершила виступ |
| Айріне Пальшите  | стрибки у висоту  | 1,86               | =27      | Завершила виступ   | Завершила виступ |

## Плавання
Спортсменів — 6
Чоловіки
| Спортсмен                                                          | Дисципліна                | Попередній заплив | Попередній заплив | Півфінал        | Півфінал        | Фінал            | Фінал            |
| Спортсмен                                                          | Дисципліна                | Час               | Місце             | Час             | Місце           | Час              | Місце            |
| ------------------------------------------------------------------ | ------------------------- | ----------------- | ----------------- | --------------- | --------------- | ---------------- | ---------------- |
| Данас Рапшис                                                       | 200 метрів вільним стилем | 1:45,84           | 9Q                | 1:45,32         | 3Q              | 1:45,78          | 8                |
| Данас Рапшис                                                       | 400 метрів вільним стилем | 3:46,32           | 13                | Н/Д             | Н/Д             | Завершив виступ  | Завершив виступ  |
| Данас Рапшис                                                       | 200 метрів комплексом     | 1:59,90           | 33                | Завершив виступ | Завершив виступ | Завершив виступ  | Завершив виступ  |
| Андріус Шідлаускас                                                 | 100 метрів брасом         | 59,46             | 13Q               | 59,82           | =13             | Завершив виступ  | Завершив виступ  |
| Андріус Шідлаускас                                                 | 200 метрів брасом         | 2:09,56           | 13Q               | 2:10,69         | 15              | Завершив виступ  | Завершив виступ  |
| Гедрюс Титяніс                                                     | 100 метрів брасом         | 1:00,92           | 36                | Завершив виступ | Завершив виступ | Завершив виступ  | Завершив виступ  |
| Сімонас Біліс Дейвідас Маргевічіус Данас Рапшис Андріус Шідлаускас | 4x100 метрів комплексом   | DSQ               | DSQ               | Н/Д             | Н/Д             | Завершили виступ | Завершили виступ |

Жінки
| Спортсменка         | Дисципліна        | Попередній заплив | Попередній заплив | Півфінал         | Півфінал         | Фінал            | Фінал            |
| Спортсменка         | Дисципліна        | Час               | Місце             | Час              | Місце            | Час              | Місце            |
| ------------------- | ----------------- | ----------------- | ----------------- | ---------------- | ---------------- | ---------------- | ---------------- |
| Котріна Тетеревкова | 100 метрів брасом | 1:06,82           | 15Q               | 1:07,39          | 14               | Завершила виступ | Завершила виступ |
| Котріна Тетеревкова | 200 метрів брасом | 2:26,82           | 23                | Завершила виступ | Завершила виступ | Завершила виступ | Завершила виступ |

## Стрільба
Спортсменів — 1
Чоловіки
| Спортсмен       | Дисципліна                            | Кваліфікація | Кваліфікація | Фінал           | Фінал           |
| Спортсмен       | Дисципліна                            | Очки         | Місце        | Очки            | Місце           |
| --------------- | ------------------------------------- | ------------ | ------------ | --------------- | --------------- |
| Кароліс Гіруліс | гвинтівка з трьох положень, 50 метрів | 1163         | 25           | Завершив виступ | Завершив виступ |
| Кароліс Гіруліс | пневматична гвинтівка, 10 метрів      | 624.3        | 28           | Завершив виступ | Завершив виступ |

## Сучасне п'ятиборство
Спортсменів — 3
| Спортсмен             | Дисципліна | Фехтування (шпага, один дотик) | Фехтування (шпага, один дотик) | Фехтування (шпага, один дотик) | Фехтування (шпага, один дотик) | Плавання (200 м вільним стилем) | Плавання (200 м вільним стилем) | Плавання (200 м вільним стилем) | Верхова їзда (конкур) | Верхова їзда (конкур) | Верхова їзда (конкур) | Комбіновано: стрільба/біг (10 м, пневматичний пістолет)/(3200 м) | Комбіновано: стрільба/біг (10 м, пневматичний пістолет)/(3200 м) | Комбіновано: стрільба/біг (10 м, пневматичний пістолет)/(3200 м) | Всього очок | Фінальне місце |
| Спортсмен             | Дисципліна | Ранговий раунд                 | Бонусний раунд                 | Місце                          | Очки                           | Час                             | Місце                           | Очки                            | Час (штрафні очки)    | Місце                 | Очки                  | Час                                                              | Місце                                                            | Очки                                                             | Всього очок | Фінальне місце |
| --------------------- | ---------- | ------------------------------ | ------------------------------ | ------------------------------ | ------------------------------ | ------------------------------- | ------------------------------- | ------------------------------- | --------------------- | --------------------- | --------------------- | ---------------------------------------------------------------- | ---------------------------------------------------------------- | ---------------------------------------------------------------- | ----------- | -------------- |
| Юстінас Кіндеріс      | чоловіки   | 24-11                          | 2                              | 3                              | 246                            | 2:02,84                         | 18                              | 305                             | 99,13                 | 31                    | 247                   | 11:22,82                                                         | 18                                                               | 618                                                              | 1416        | 18             |
| Лаура Асадаускайте    | жінки      | 15-20                          | 2                              | 25                             | 192                            | 2:17,21                         | 25                              | 276                             | 77,09                 | 13                    | 300                   | 11:38,37                                                         | 2                                                                | 602                                                              | 1370        | 2              |
| Гінтаре Венчкаускайте | жінки      | 12-23                          | 1                              | 34                             | 173                            | 2:18,37                         | 30                              | 274                             | 72,74                 | 23                    | 300                   | 11:44,37                                                         | 2                                                                | 596                                                              | 1343        | 7              |